# Cyathea chinensis
Cyathea chinensis är en ormbunkeart som beskrevs av Edwin Bingham Copeland. Cyathea chinensis ingår i släktet Cyathea och familjen Cyatheaceae. Inga underarter finns listade.